# الحياة السرية للحيوانات الأليفة
الحياة السرية للحيوانات الأليفة (بالإنجليزية: The Secret Life of Pets)‏ هو فيلم رسوم متحركة كوميدي صدر في منتصف سنة 2016، تم إنتاجه من قبل شركة إليمونيشن للترفيه وهو من إخراج كريس ريناود وبطولة لويس سي.كي. وأريك ستونستريت وكيفن هارت وايلي كيمبر وبوبي هونيمان وليك بيل ودانا كارفي، الفيلم تم إنتاجه في يوم 24 يونيو 2016 في بريطانيا و 8 يوليو 2016 في الولايات المتحدة.

## القصة
في منزل في مانهاتن كلب إسمه ماكس يشعر بالغيرة بعد أن تأتي مربيته كاتي بكلب هجين إسمه دوك وثم يتنافسان على نيل رضا مالكتهما، لكن اثناء نزاعاتهم يتورطان مع ارنب يدعى سنوبول.

## البطولة
- لويس سي.كي. بدور ماكس بنوع كلب من جاك راسل.[21]
- أريك ستونستريت بدور دوك وهو كلب مونغريل هجين.
- كيفن هارت بدور سنوبول وهو أرنب أبيض.
- ستيف كوجان بدور قط فرعوني.[22]
- ايلي كيمبر بدور كاتي مالكة الكلبين ماكس ودوك.[23]
- بوبي موينيهان بدور ميل وهو خنزير.
- ليك بيل بدور كلوي هو قط هجين.
- دانا كارفي بدور بوبس وهو كلب عجوز من نوع باسيت هاوند.[24]
- هانيبال بوريس بدور بدي وهو كلب من نوع داشهند.[25]
- جيني سلايت بدور جيجيت وهي كلبة بوميرانية.
- ألبرت بروكس بدور تيبريوس وهو باز.

## وصلات خارجية
- الحياة السرية للحيوانات الأليفة على موقع IMDb (الإنجليزية)
- الحياة السرية للحيوانات الأليفة على موقع ميتاكريتيك (الإنجليزية)
- الحياة السرية للحيوانات الأليفة على موقع روتن توميتوز (الإنجليزية)
- الحياة السرية للحيوانات الأليفة على موقع نتفليكس (الإنجليزية)
- الحياة السرية للحيوانات الأليفة على موقع قاعدة بيانات الأفلام العربية
- الحياة السرية للحيوانات الأليفة على موقع ألو سيني (الفرنسية)
- الحياة السرية للحيوانات الأليفة على موقع أول موفي (الإنجليزية)
- الحياة السرية للحيوانات الأليفة على موقع بوكس أوفيس موجو (الإنجليزية)
- الحياة السرية للحيوانات الأليفة على موقع فيلمافينيتي (الإسبانية)
- الحياة السرية للحيوانات الأليفة على موقع قاعدة بيانات الأفلام السويدية (السويدية)
- الموقع الرسمي